# Misiones españolas en Florida
Las Misiones españolas en Florida son las misiones establecidas desde el siglo XVI en La Florida por parte de la Corona española con el fin de expandirse territorial y económicamente hacia el norte del continente americano y convertir a los nativos de la zona al catolicismo. También cumplían la función de prevenir la conquista de la misma por los franceses y los británicos. 

## Historia

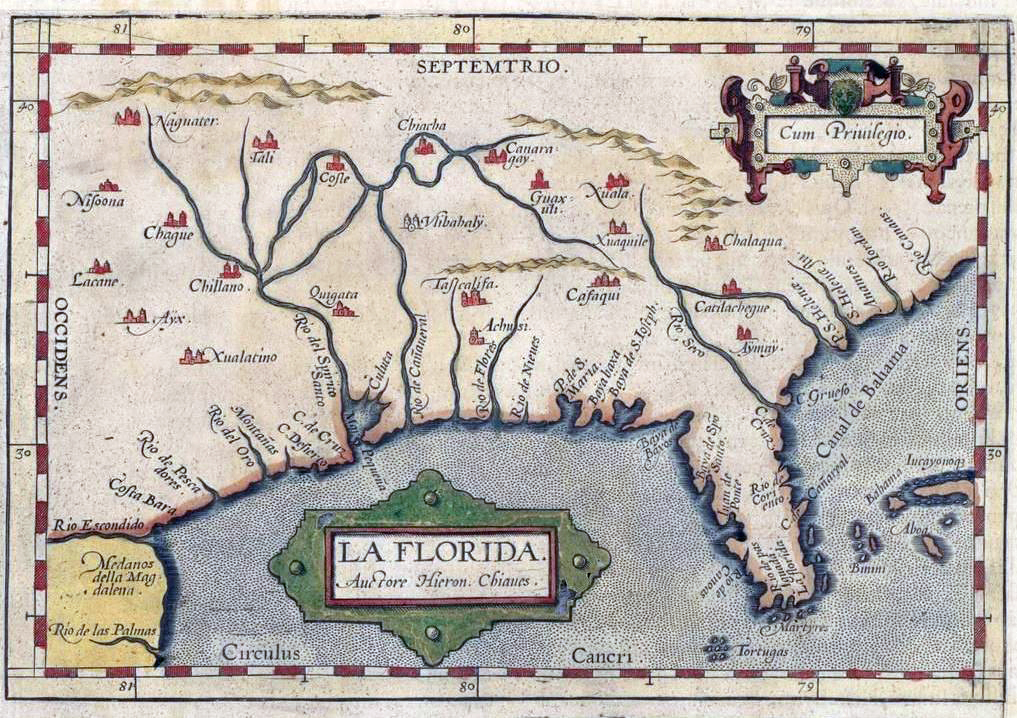
Geronimo Chaves, La Florida (1584). The University of Texas at Arlington Libraries Special Collections

### Establecimiento
A comienzos del siglo XVI, el rey de España estableció un número de misiones en la Florida española con el objeto de convertir a los indígenas al cristianismo y para facilitar el control del área y prevenir su colonización por otros países, en particular, Inglaterra y Francia. La Florida española originalmente incluyó una buena parte de lo que es hoy el sudoeste de los Estados Unidos, aunque España nunca ejerció por largo tiempo el control efectivo, más allá de lo que es la parte norte del Estado de Florida desde San Agustín al área alrededor de la actual Tallahassee, el sudeste del Georgia y algunos establecimientos costeros, como Pensacola. Un grupo de efímeras misiones fueron establecidas en otras localizaciones, incluyendo la Misión de Santa Elena en la actual Carolina del Sur, alrededor de la península de Florida y en el interior de Georgia y Alabama.
El establecimiento de estas misiones comenzó poco después de la fundación de San Agustín en 1565. En un principio, estuvieron a cargo de los jesuitas, pero fueron sustituidos por los franciscanos. Estos entraron en la zona en 1573, comenzando en las misiones Guale y Timucua y para 1633, ya habían establecido varias misiones en la Provincia Apalachee. 

### Organización

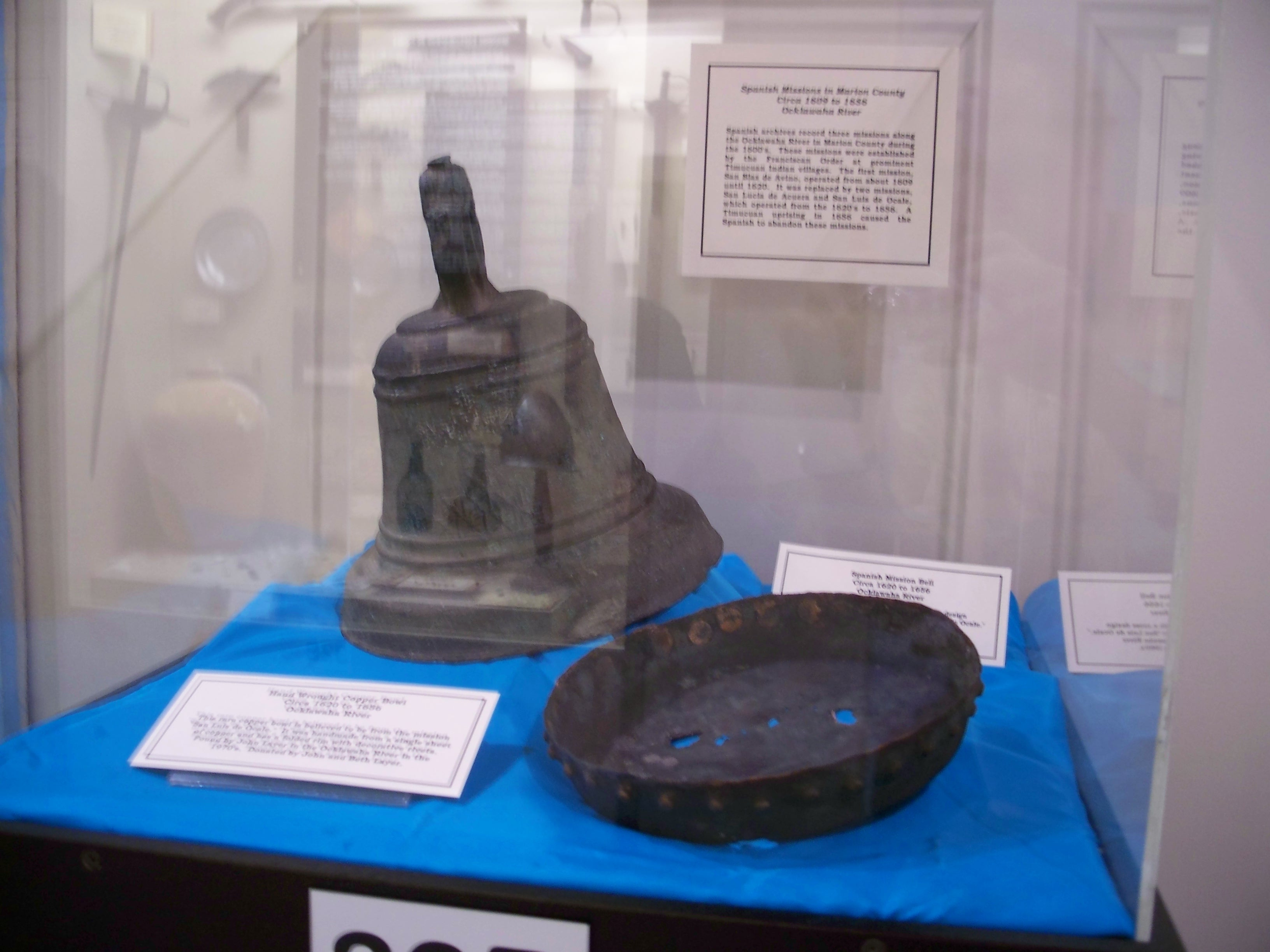
Campana y recipiente de cobre originarios de la misión de "San Luis de Ocale", expuestos en el museo de Silver River State Park, en Silver Springs, Florida.

Las misiones de lo que hoy es en norte de Florida y el sudeste de Georgia fueron divididas en cuatro provincias: Apalachee, Guale, Mayaca-Jororo y Timucua. Esas provincias corresponden más o menos a las áreas en que las lenguas Apalachee, Guale, Mayaca  y Timucua fueron habladas. La Provincia Apalachee ocupaba la parte más oriental de lo que hoy es la Florida occidental, a lo largo de la costa del golfo de México desde el río Aucilla hasta el río Apalachicola. La Provincia de Guale consistía de la mayoría de las islas marinas de Georgia y la costa adyacente e incluía algunas misiones entre los yamasee también como entre los guales. La Provincia Timucua se extendía a lo largo de la costa del océano Atlántico desde la parte más meridional de Georgia hasta justo al sur de San Agustín, cruzando el norte de Florida hasta el río Aucilla, y al sur en el interior de la península de Florida a lo largo del río San Juan y su tributario, el río Oklawaha. la Provincia Mayaca-Jororo ocupaba un área justo al sur del lago George.

## Las misiones

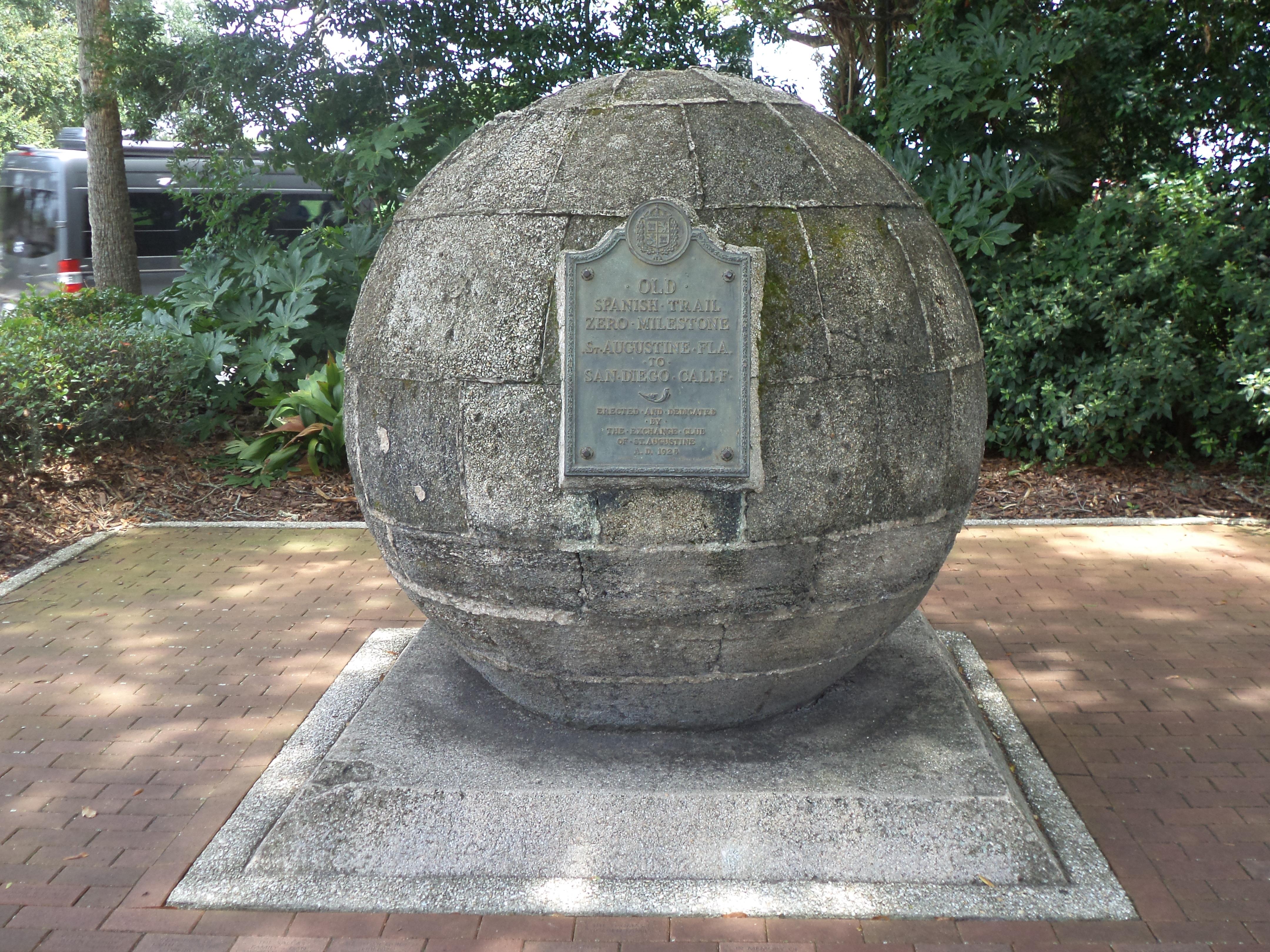
Camino español de San Agustín (Florida) a San Diego (California)

Las primeras misiones españolas entre los indígenas de la Florida comenzaron poco después de la fundación de San Agustín en 1565, llevadas a cabo por la Compañía de Jesús. Debido a la hostilidad de los indígenas y a que varios misioneros fueron asesinados, los jesuitas se retiraron de la misión de la Florida en 1572. Los Mártires de la Florida incluyen a víctimas del odio a la fe desde el siglo XVI al XVIII. Los frailes franciscanos entraron en la Florida en 1573, pero al principio confinaron sus actividades a la vecindad inmediata de San Agustín. Los franciscanos comenzaron misionando entre los guale y los timucua a lo largo de la costa atlántica en 1587. A partir de 1606 los franciscanos expandieron sus esfuerzos misioneros hacia el occidente cruzando el territorio timucua y para 1633 habían establecido misiones en la Provincia Apalachee. El sistema misional funcionó a lo largo del siglo XVII, pero colapsó a principios del siglo XVIII después de que las incursiones de soldados de la Provincia de Carolina y de sus indígenas aliados despoblaron las tres provincias.
El sistema y establecimiento de misiones se mantuvo activo hasta el siglo XVIII, cuando los constantes ataques de la Provincia de Carolina hicieron de Florida una zona muy insegura para aquel tipo de actividades. 

### Periodos

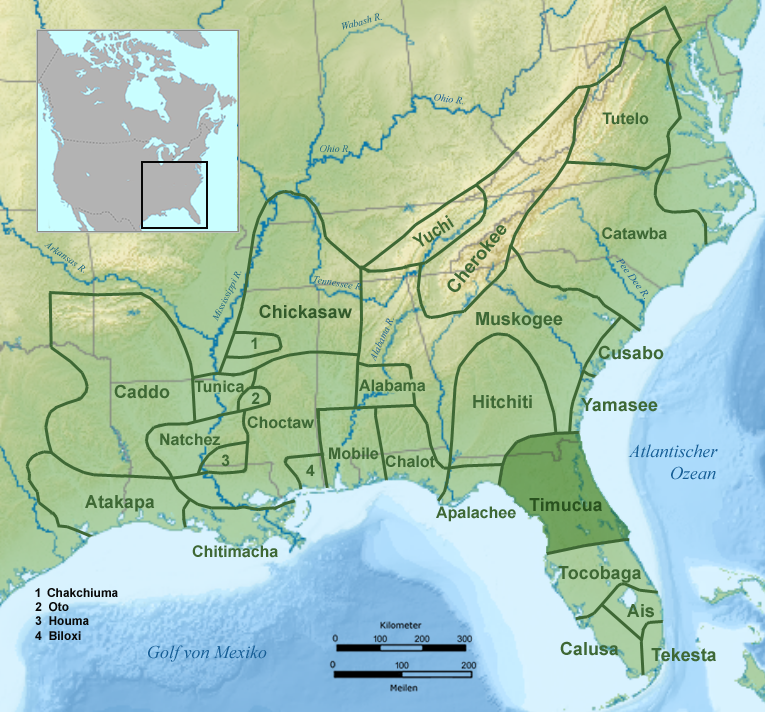
Regiones indígenas

El territorio de la Florida Oeste en 1767.

Existieron al menos 124 misiones en el sudeste de los Estados Unidos durante el primer período de ocupación española de la Florida entre 1565 y 1763. Un intento misional previo a 1565 se realizó en 1526, pero las cuatro misiones fundadas fueron abandonadas en menos de 18 meses.
Los esfuerzos misioneros posteriores pueden dividirse en cuatro períodos cronológicos:
- Primer período misional 1566-1587: se establecieron 13 misiones, de las cuales llegaron solo tres a 1587. La mayoría de los misioneros de este período eran jesuitas, quienes abandonaron la Florida en 1572, llegando los franciscanos a partir de 1573.

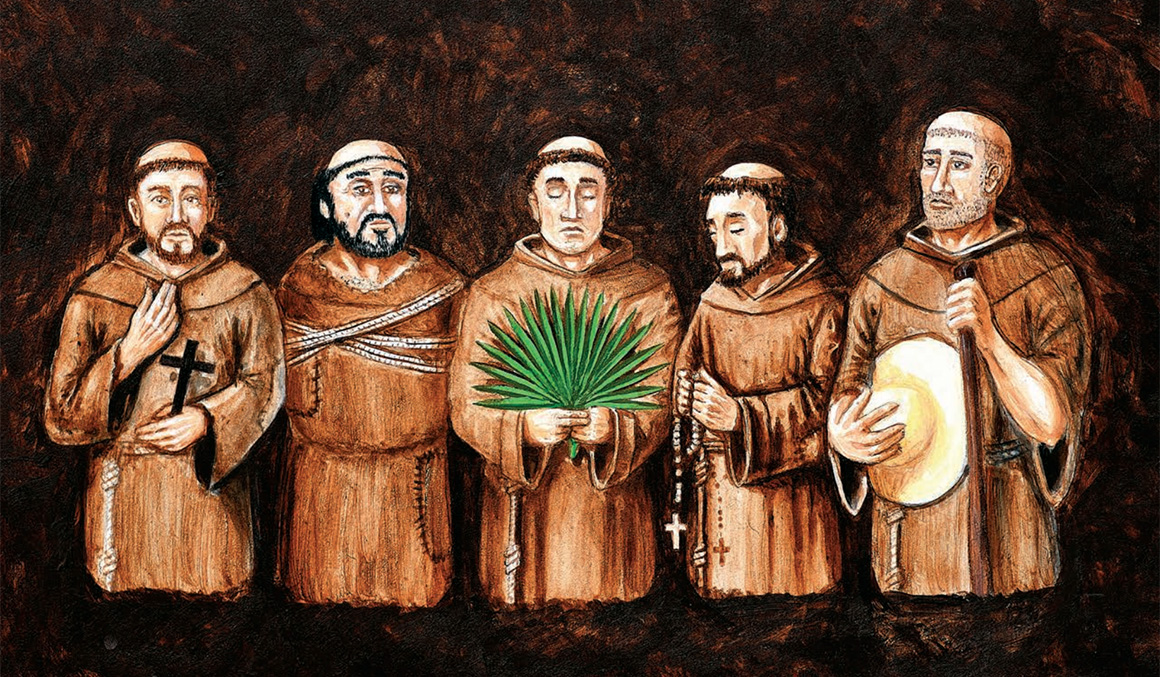
Cinco frailes franciscanos de Georgia (1597)

- Segundo período misional 1587-1616: se establecieron 50 misiones, aunque muchos indígenas fueron convertidos. En 1597 una rebelión guale en las misiones supuso el martirio de 5 misioneros, y las misiones de la costa georginas fueron abandonadas. Una epidemia que tuvo lugar entre 1612-1616 mató a unos 10 000 indígenas y misioneros.

- Tercer período misional 1616-1655: fue un período de intensa actividad misionera, pero otra desconocida epidemia entre 1649 y 1650 tuvo un efecto devastador entre las misiones.

- Cuarto período misional 1656-1702: se establecieron 29 misiones. Desde 1680 comenzó la presión esclavista de los ingleses de Carolina del Sur y sus aliados indígenas que destruyeron todas las misiones supervivientes entre 1680 y 1706. Al iniciarse la Guerra de la Reina Ana la Florida estaba poblada por 1.500 españoles y 20.000 indígenas en las misiones (choctaw, timucuas, apalaches, natchez y demás).[5] Los indígenas misioneros que escaparon a los esclavistas o no fueron asesinados, se refugiaron en la vecindad de San Agustín, lo que hizo que para 1706 haya cesado completamente la actividad misionera.[6]

La expedición inglesa al mando del gobernador de Carolina del Sur James Moore (50 blancos y 1.000 creek) de 1704 destruyó 14 misiones, mató a cientos de sus habitantes y forzó el desplazamiento de más de 9.000 indios y otros 4.000, principalmente mujeres y niños, fueron capturados y esclavizados. Los religiosos y fieles indígenas asesinados por motivos religiosos, de este periodo forman parte de los Mártires de Florida. En 1708 más de 1.400 servían en las plantaciones de Carolina del Sur, siendo un tercio del total de los esclavos.

### Población
Estimación de la población de las misiones españolas de la Florida durante el siglo XVII:
| Fecha | Población | Fecha | Población |
| ----- | --------- | ----- | --------- |
| 1602  | 2.074     | 1608  | 4.000     |
| 1617  | 8.000     | 1630  | 20.000    |
| 1635  | 30.000    | 1655  | 26.000    |
| 1675  | 13.152    | 1681  | 7.374     |

## Poblaciones misionales de La Florida
- Asunción de Puerto (Chatot)
- Santa Ana de Potano
- San Antón de Carlos (Calusa)
- San Antonio de Anacape/Enacape (Agua Dulce/Utina)
- San Antonio de Bacuqua
- San Augustín de Ahoica
- San Augustín de Urihica
- San Blás de Avino (Acuera)
- San Buenaventura de Guadalquini
- San Buenaventura de Potano
- San Carlos de los Chacatos
- San Carlos de Yatcatani
- Santa Catalina de Afuerica
- Santa Catalina de Guale (St. Catherines Island)
- Santa Clara de Tupiqui
- Cofa
- La Concepción de Ayubale
- Santa Cruz de Ajohica
- Santa Cruz de Cachipile
- Santa Cruz de Capoli
- Santa Cruz de Tarihica
- San Damián de Cupaica (... de Cupahica) (... de Escambi)
- San Diego de Helaca/Laca, later moved to San Diego de Salamototo
- San Diego de Satuache
- Santo Domingo de Talaje (Altamaha River)
- Santo Domingo de Asao
- Santa Elena de Machaba
- La Encarnación a la Santa Cruz de Sábacola (Chatot)
- Santa Fe de Toloca/Teleco/Toloco
- San Felipe de Athulutheca
- San Francisco de Chuaquin
- San Francisco de Oconi
- San Francisco de Potano (Potano)
- San Ildefonso de Chamini/Chamile
- La Encarnación a la Santa Cruz de Sábacola
- Santa Isabel de Utinahica
- San Joseph de Ocuya (San José de Ocuya)
- San Joseph de Sapala (San José de Zapala)
- San Juan De Aspalaga
- San Juan (de) Guacara
- San Juan del Puerto
- San Lorenzo de Ibihica
- San Lorenzo de Ivitachuco
- Santa Lucía de Acuera
- San Luis de Apalachi
- San Luis de Eloquale (Acuera)
- San Luis de Talimali (Apalachee)
- Santa María
- Santa María de Ayubale
- Santa María de Loreto (Tequesta)
- Santa María de los Ángeles de Arapaha
- San Martín de Ayaocuto
- San Martín de Timucua/Ayacutu
- San Martín de Tomole
- San Matheo de Tolapatafi
- San Miguel de Asile
- San Miguel de Potano
- San Nicolás de Tolentino
- Nombre de Dios
- (La Natividad de) Nuestra Señora (de Guadalupe) de Tolomato
- San Pedro de los Chines
- San Pedro de Mocama (en la hoy llamada Isla Cumberland)
- San Pedro de Potohiriba
- San Pedro y San Pablo de Patale (San Pedro de Patali)
- La Purificación de Tama
- San Salvador de Mayaca
- San Sebastián
- Santiago de Oconee